# Ifakara
Ifakara er hovedby i Kilombero-distriktet, som hører under Morogoro-regionen i det sydligt-centrale Tanzania. Byen, hvis økonomi traditionelt har været fuldstændig afhængig af landbruget, er med sine omtrent 60.000 indbyggere et stadigt voksende handelscentrum. 
Ifakara ligger i den lavt liggende Kilombero-floddal godt 100 km syd for hovedvejen fra Dar es Salaam til Iringa og videre til Zambia. I regntiden bliver området ofte isoleret i længere perioder. 
Byen fungerer som administrativt center og handelsby for et større opland, herunder hele Ulanga-distriktet. Ifakara er ligeledes præget af at være gennemfartsby med mange små overnatningssteder, spise- og udskænkningssteder – herfra går bus- og togforbindelser til omverdenen. Befolkningen består oprindelig af bønder og fiskere, som er flyttet fra landdistrikterne ind til distriktsbyen Ifakara. De fleste beskæftiger sig stadigvæk med landbrug, men afstanden til markerne bliver stadig større og udbyttet heraf mindre. Flere og flere supplerer deres indkomst med handel og serviceaktiviteter. Befolkningen er sammensat af et bredt udvalg af stammer fra Ulanga, Kilombero og Morogoro-distrikterne. De største religiøse grupperinger er de katolske og muslimske, som er størrelsesmæssigt jævnbyrdige. Herudover findes en stor og voksende underskov af protestantiske menigheder spredt ud over hele Kilombero-området.
Ifakara er hjemsted for Ifakara Health Research and Development Centre og St. Francis Designated District Hospital.

## NGO'er i Ifakara
- Plan International
- Ifakara Community Group

8°06′S 36°41′Ø / 8.100°S 36.683°Ø